# Zweite Impressionisten-Ausstellung 1876

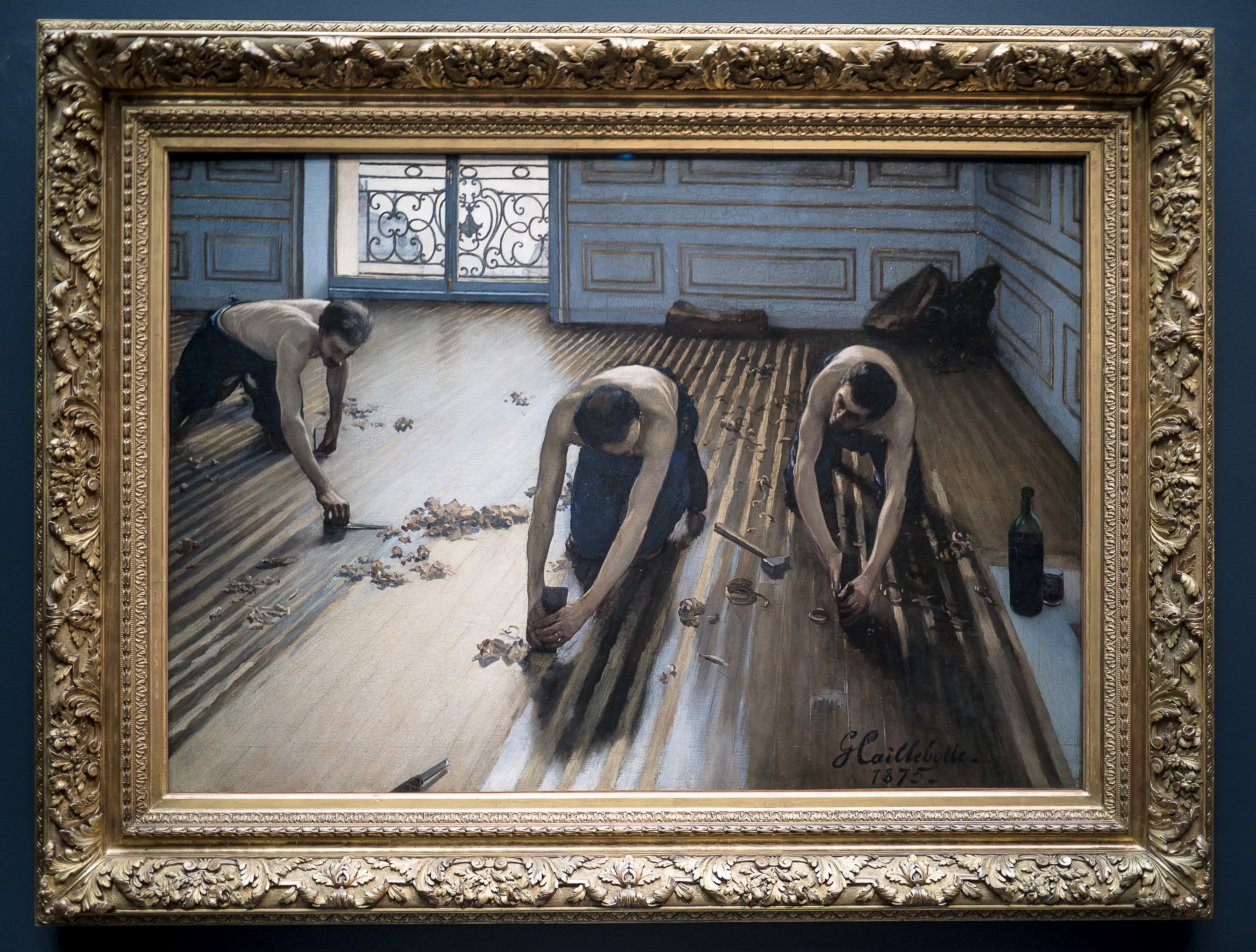
Gustave Caillebotte: Raboteurs de parquet (Parkettschleifer), 1875. Musée d’Orsay, Paris

Die Zweite Impressionisten-Ausstellung (von insgesamt acht Ausstellungen) fand vom 30. März bis 30. April 1876 in den Räumen des Kunsthändlers Paul Durand-Ruel in der Rue Le Peletier 11 in Paris statt. Die Ausstellung versammelte Werke von insgesamt 19 Künstlern, darunter Claude Monet, Edgar Degas, Pierre-Auguste Renoir und Berthe Morisot. Im Vergleich zur ersten Impressionisten-Ausstellung von 1874 zeigte sich eine größere stilistische Vielfalt, während die öffentliche und kritische Reaktion weiterhin überwiegend ablehnend war. Die Ausstellung war ein bedeutender Schritt zur Etablierung des Impressionismus als eigenständige künstlerische Bewegung.

## Geschichte
Paul Durand-Ruel vermietete die Galerie für 3000 Francs an die Künstler (Die eine Hälfte wurde im Voraus bezahlt, die andere Hälfte durch den späteren Verkauf der Werke wieder eingespielt). Die Verkaufsausstellung war eine gemeinsame Initiative mehrerer Maler, die sich außerhalb des offiziellen Salon-Systems präsentieren wollten. Es handelte sich aber bei den Teilnehmern nicht um eine einheitliche, stilistisch homogene Künstlergruppe. Zwar teilten viele von ihnen ähnliche Interessen, wie die Hinwendung zum modernen Leben, die Darstellung von Licht und Atmosphäre oder das Malen im Freien (Pleinairmalerei), doch unterschieden sich ihre künstlerischen Ansätze und Ausdrucksformen deutlich.

### Auktion von 1875
Am 24. März 1875 organisierten Claude Monet, Alfred Sisley, Pierre-Auguste Renoir und Berthe Morisot eine gemeinsame Auktion mit 73 Werken im Hôtel Drouot. Die Auktion wurde von Paul Durand-Ruel unterstützt und durch ein Vorwort von Philippe Burty im Katalog begleitet. Trotz medialer Aufmerksamkeit und kontroverser Reaktionen im Feuilleton blieb der finanzielle Erfolg aus. Die Einnahmen beliefen sich laut Théodore Duret auf lediglich 10.349 Francs. Die durchschnittlichen Verkaufspreise pro Werk waren niedrig: Monet erhielt 233 Francs, Morisot 176 Francs, Sisley 124 Francs und Renoir 112 Francs. Mehrere Künstler mussten ihre eigenen Werke zurückkaufen. Die Versteigerung wurde durch Störungen von Gegnern der Bewegung begleitet. Es kam zu Tumulten, einem Polizeieinsatz und tätlichen Auseinandersetzungen.

### Planung der zweiten Ausstellung
Die für 1875 geplante Folgeveranstaltung verzögerte sich. Erst am 5. Februar 1876 richteten Renoir, Henri Rouart und Edgar Degas eine Einladung an Gustave Caillebotte und weitere Künstler, sich an einer neuen Ausstellung zu beteiligen. Die Teilnahmegebühr betrug 120 Francs. Ziel war es, erneut eine unabhängige Präsentation außerhalb des offiziellen Salon de Paris zu organisieren. Paul Durand-Ruel stellte erneut seine Galerieräume (drei Säle) zur Verfügung.

### Teilnehmer
Insgesamt nahmen 19 Künstler an der Ausstellung teil. Neben den bereits in der ersten Ausstellung vertretenen Künstlern, zu denen unter anderem Edgar Degas, Claude Monet, Berthe Morisot, Camille Pissarro, Renoir, Sisley, Rouart und andere zählten, waren auch neue Künstler dabei, darunter Gustave Caillebotte, der Radierer Marcellin Desboutin, Jacques François, Alphonse Legros, Jean-Baptiste Millet (Bruder von Jean-François Millet) und Charles Tillot. Gustave Caillebotte entwickelte sich in der Folgezeit zu einer zentralen Figur innerhalb des impressionistischen Kreises.
Einige Künstler nahmen nicht teil, darunter Eugène Boudin, Giuseppe De Nittis und Paul Cézanne. Letzterer wurde 1876 vom Salon zurückgewiesen und verzichtete daher auch auf die Teilnahme an der Impressionisten-Ausstellung. Armand Guillaumin sagte aus finanziellen Gründen ab. Die Ausstellung öffnete im April 1876 und die Werke waren aufwendig gerahmt und in einer professionellen Hängung präsentiert. Die Eintrittsgebühr betrug einen Franc, was bei einigen Kritikern den Eindruck einer offiziellen, salonähnlichen Veranstaltung erweckte. Die Reaktionen der Presse fielen gemischt aus. Häufig wurde eine Verbindung zur kurz darauf erfolgenden Ausstellung von Édouard Manet in seinem Atelier (15. April bis 1. Mai 1876) gezogen. Auch Manet hatte seine Werke nicht im Salon zeigen dürfen. Die Ausstellung von 1876 war ein weiterer wichtiger Schritt der Impressionisten auf dem Weg zur Selbstbehauptung außerhalb der akademischen Kunstinstitutionen. Sie war auch ein Versuch, sich durch gemeinsames Handeln ökonomisch und künstlerisch zu etablieren.

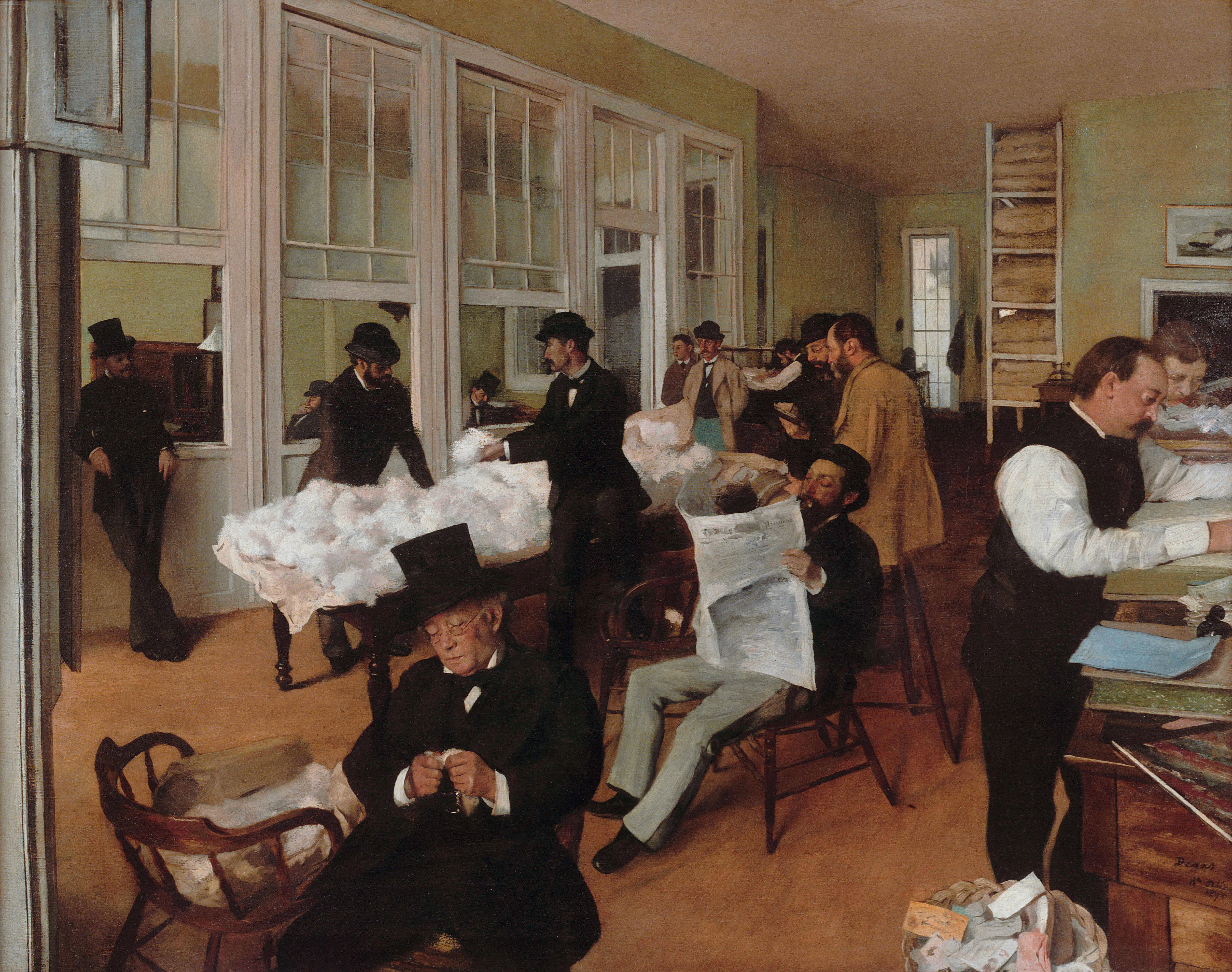
Edgar Degas: Le Bureau du coton à la Nouvelle-Orléans (Die Baumwollfaktorei in New Orleans), 1873. Musée des beaux-arts de Pau

Die folgende Liste enthält die Namen der Künstler, die an der Ausstellung teilnehmen (die Anzahl der ausgestellten Werke ist in Klammern angegeben):
- Édouard Béliard (8)
- Pierre-Isidore Bureau (8)
- Gustave Caillebotte (8 Werke, darunter Les Raboteurs de parquet)
- Adolphe-Félix Cals (11)
- Edgar Degas (24 Werke, darunter Le Bureau de coton à La Nouvelle-Orléans)
- Marcellin Desboutin (13, darunter Le Chanteur des rues et Le Violoncelliste)
- Jacques François
- Alphonse Legros (12)
- Ludovic-Napoléon Lepic (36)
- Léopold Levert (9)
- Jean-Baptiste Millet (10 Werke, Bruder von Jean-François Millet)
- Claude Monet (18, darunter La Japonaise, Le Bassin d'Argenteuil und Boulevard des Capucines)
- Berthe Morisot (17)
- Léon-Auguste Ottin (14)
- Camille Pissarro (12)
- Pierre-Auguste Renoir (18)
- Henri Rouart (10)
- Alfred Sisley (8 Werke, darunter L'Inondation à Port-Marly)
- Charles Tillot (8)

## Rezeption

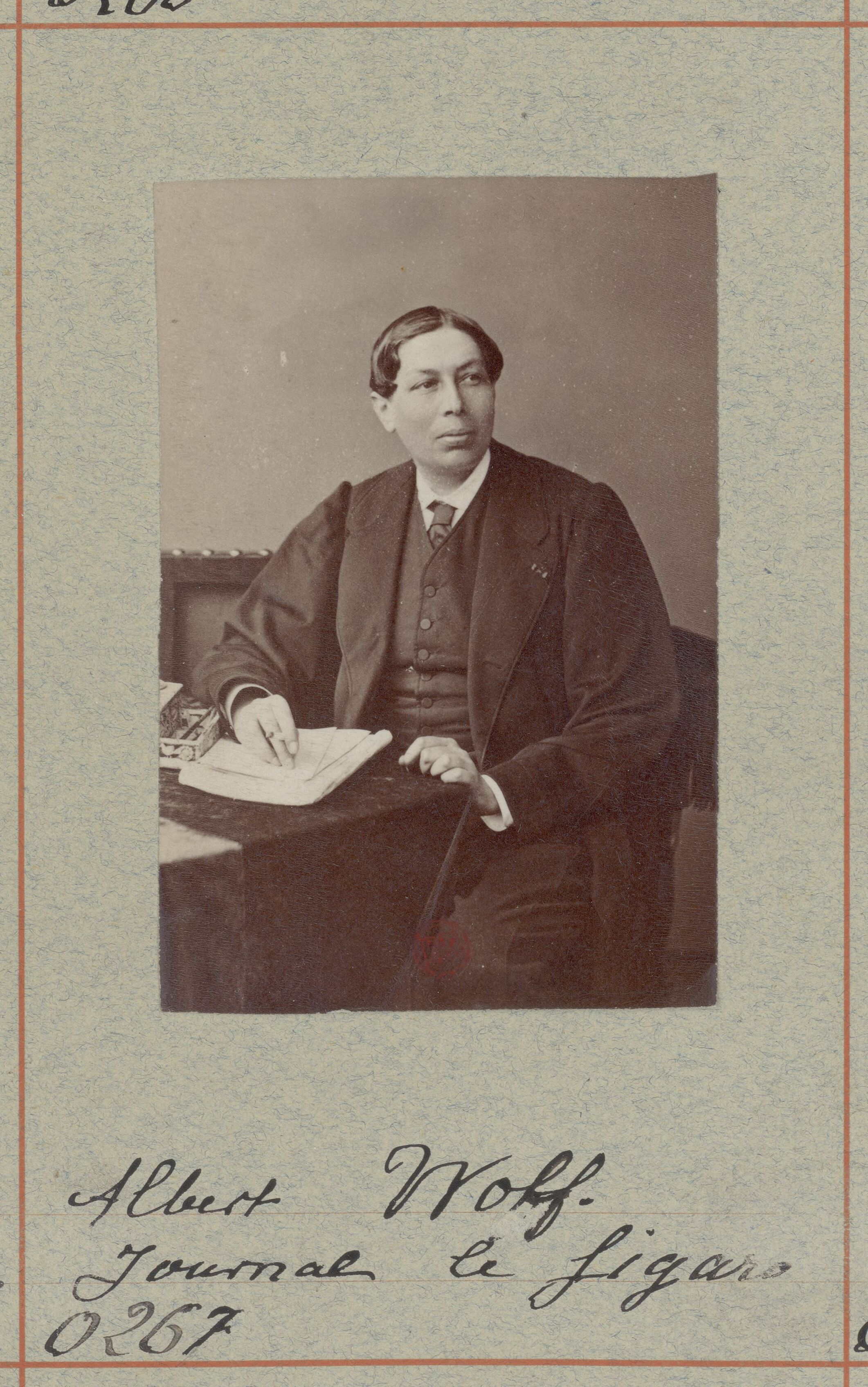
Atelier Nadar: Albert Wolff (1825–1891), ca.1860

Im Vergleich zur ersten Ausstellung von 1874 wurde sie von einem deutlich geringeren Publikum besucht. Auch die Resonanz der Presse blieb überwiegend kritisch bis feindlich. In diesem schwierigen Umfeld erhielten die Impressionisten Unterstützung von Edmond Duranty, einem Schriftsteller und Kunstkritiker, der für die Gazette des Beaux-Arts tätig war. Im Zusammenhang mit der Ausstellung veröffentlichte Duranty eine etwa 40-seitige Broschüre mit dem Titel La nouvelle peinture : à propos du groupe d’artistes qui expose dans les galeries Durand-Ruel. Die Schrift nahm eine insgesamt wohlwollende Haltung gegenüber dem Impressionismus ein, wurde jedoch von einigen beteiligten Künstlern als zu zurückhaltend kritisiert. Besonders schädlich wirkte sich ein Artikel von Albert Wolff aus, der am 3. April 1876 in der Zeitung Le Figaro erschien. Wolff, eine damals sehr einflussreiche Persönlichkeit, verfasste einen polemischen und feindseligen Text, der bis heute als eines der radikalsten Beispiele der zeitgenössischen Ablehnung impressionistischer Kunst gilt.
Die Begriffe „Impressionist“ und „Impressionismus“ stießen in der Öffentlichkeit weiterhin auf Ablehnung. So bezeichnete Victor Fournel in der Zeitschrift Le Correspondant vom 10. April 1876 das Wort Impressionniste als einen „Barbarismus, ebenso schrecklich wie ihre Gemälde“. Noch drastischer äußerte sich der Le Courrier de France am 2. April 1876: Der Begriff Impressionnalistes sei ein „Barbarismus, der würdig sei, als Aushängeschild einer barbarischen Kunst zu dienen“. In der Presse wurde 1876 häufiger die Form „Impressionnaliste“ als die heute gebräuchliche Variante verwendet.
Die Revue politique et littéraire und Le Moniteur universel warnen ihre Leser vor den „Unnachgiebigen der Kunst“. Insbesondere Albert Wolff stellt in Le Figaro vom 3. April 1876 die Ausstellung wie folgt vor: „Die Rue Le Peletier hat Pech. Nach dem Brand der Oper ereilt das Viertel nun eine neue Katastrophe. Bei Durand-Ruel wurde gerade eine Ausstellung eröffnet, die angeblich Malerei zeigt. Der harmlose Passant, angezogen von den Fahnen, die die Fassade schmücken, tritt ein und bietet sich seinen entsetzten Augen ein grausames Schauspiel dar. Fünf oder sechs Geisteskranke, darunter eine Frau, eine Gruppe von Unglücklichen, die vom Wahnsinn des Ehrgeizes befallen sind, haben sich dort versammelt, um ihre Werke auszustellen ...“
Berthe Morisot, die einzige Frau unter den Ausstellenden, wurde besonders heftig kritisiert. Ein Kritiker bezeichnete sie als „Prostituierte“, woraufhin Camille Pissarro den Kritiker körperlich angriff. Die Situation eskalierte so weit, dass die Polizei eingreifen musste. Eugène Manet, Morisots Ehemann, erwog, den Kritiker zum Duell zu fordern, wurde jedoch von Morisot und ihren Kollegen davon abgehalten.
Trotz der überwiegend negativen Kritik gab es auch unterstützende Stimmen. Alexandre Pothey verteidigte die Impressionisten in Le Gaulois und La Presse, insbesondere Edgar Degas. Louis Edmond Duranty veröffentlichte die Broschüre „La Nouvelle peinture“, in der er die neue Malweise der Impressionisten erläuterte und unterstützte. Armand Silvestre in L'Opinion nationale und Jules-Antoine Castagnary in Le Siècle äußerten sich ebenfalls positiv. Dennoch konnten diese Befürworter die allgemeine Skepsis gegenüber den Impressionisten nicht überwinden. Insgesamt spiegelte die zeitgenössische Presse die Polarisierung wider, die die Impressionisten in der französischen Kunstwelt hervorriefen. Während einige Kritiker ihre Werke als revolutionär und innovativ betrachteten, lehnten andere sie als unverständlich und provokativ ab.

## Literatur

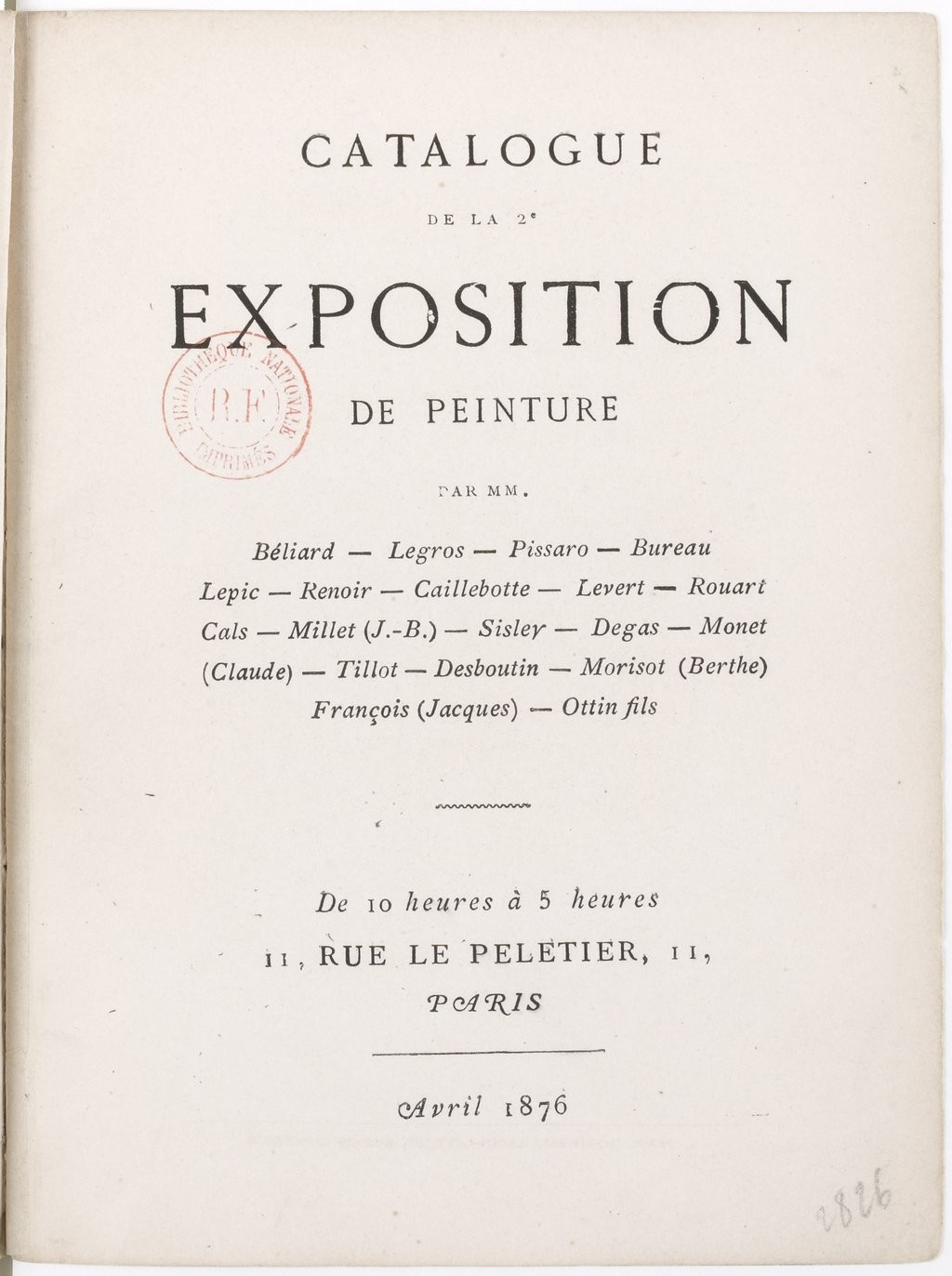
Die Titelseite des Katalogs der zweiten Impressionisten-Ausstellung im Jahr 1876

### Ausstellungskataloge
- 1874: Société Anonyme Des Artistes Peintres, Sculpteurs, Graveurs, etc. Premiere Exposition 1874
- 1876: Catalogue de la 2e exposition de peinture
- 1877: Catalogue de la 3e exposition de peinture
- 1879: Catalogue de la 4e exposition de peinture
- 1880: Catalogue de la 5me exposition de peinture
- 1881: Catalogue de la 6me exposition de peinture
- 1882: Catalogue de la 7e exposition des artistes indépendants
- 1886: Catalogue de la 8e exposition de peinture

### Deutschsprachige Literatur
- Jean Selz: DuMont’s kleines Lexikon des Impressionismus. DuMont, Köln 1977, ISBN 3-7701-0860-4.
- Sophie Monneret: L’impressionnisme et son époque. Denoël, Paris 1978.
- John Rewald: Die Geschichte des Impressionismus. DuMont, Köln 1986, ISBN 3-7701-1166-4.
- Hans Körner: Edouard Manet, Dandy, Flaneur, Maler. Fink, München 1996, ISBN 3-7705-2931-6.
- Iris Schaefer, Caroline von Saint-George, Katja Lewerentz: Impressionismus, wie das Licht auf die Leinwand kam. Ausstellungskatalog Wallraf-Richartz-Museum & Fondation Corboud, Köln 2008, ISBN 978-8-861-30611-0.
- Norbert Wolf: Die Kunst des Salons: Malerei im 19. Jahrhundert. Prestel, München 2012, ISBN 978-3-7913-4625-0.
- Felix Krämer (Hrsg.): Monet und die Geburt des Impressionismus. Ausstellungskatalog Städel Museum, Prestel, München 2015, ISBN 978-3-7913-5414-9.

### Französische und englischsprachige Literatur
- Ruth Berson (Hg): The New Painting: Impressionism 1874–1886. Documentation, 2 Bände. Band 1: Reviews, Band 2: Exhibited works. San Francisco, 1996 (eine umfassende Darstellung des Themas ist hier zu finden).
- Achille Segard: Mary Cassatt : un peintre des enfants et des mères, 1913
- Adolphe Tabarant: Manet et ses œuvres, Paris, 1947
- Adolphe Tabarant: Pissarro, Paris, 1924
- Ambroise Vollard: Auguste Renoir, Paris, 1920
- Ambroise Vollard: Degas, Paris, 1924
- Ambroise Vollard: En écoutant Cézanne, Degas, Renoir, Paris, 1938
- Ambroise Vollard: Paul Cézanne, Paris, 1914
- Ambroise Vollard: Souvenirs d’un marchand de tableaux, Paris, Editions Albin-Michel, 1937
- Anne Distel, Anne Dayez, Michel Hoog, Charles S. Moffett: Impressionism, a centenary exhibition. Ausstellungskatalog Metropolitan Museum of Art, New York 1974, ISBN 0-87099-097-7.
- Antonin Proust: Edouard Manet. Souvenirs, Paris, 1913
- Arsène Alexandre: Durand-Ruel. Portrait et histoire d’un marchand, dans Pan, Berlin, novembre 1911
- Berhaut Marie: Caillebotte. Sa vie et son œuvre. Catalogue raisonné des peintures et pastels, 1978
- Camille Mauclair: L'impressionnisme : son histoire, son esthétique, ses maîtres, Paris, 1904
- Camille Mauclair: Trois crises de l'art actuel, Paris, 1906
- Carol Armstrong: Manet Manette. Yale University Press, New Haven 2002, ISBN 0-300-09658-5.
- Caroline Genet-Bondeville – Marianne Delafond: Berthe Morisot ou l’audace raisonnée, Paris, 1997
- Claude Monet: Mon histoire, recueillie par Thiébault-Sisson, Paris, 1998
- Daniel Halévy: Degas parle..., Paris-Genève, 1960
- Daniel Wildenstein: Claude Monet. Biographie et catalogue raisonné, Genève, 1974–1991
- Daniel Wildenstein: Monet ou le Triomphe de l’Impressionnisme, Cologne, 2003
- Denys Rioult: Les Écrivains devant l’impressionnisme : Armand Silvestre, Philippe Burty, Jules-Antoine Castagnary, Ernest Chesneau, Jules Claretie, Stéphane Mallarmé, Félix Fénéon, Paris, 1995
- Diego Martelli: Les impressionnistes et l’art moderne, textes réunis et annotés par Francesca Errico, Paris, 1979
- Edgar Allan Poe: Poèmes, traduction de Stéphane Mallarmé, avec portrait et fleuron par Edouard Manet, Paris, 1888
- Edmond Bazire: Manet, Illustrations d'après les originaux et gravures de Guérard, Paris, 1884
- Edmond Duranty: La nouvelle peinture : à propos du groupe d'artistes qui expose dans les galeries Durand-Ruel, Paris, 1876
- Émile Verhaeren: Sensations, Paris, 1928
- Émile Zola: Éd. Manet : étude biographique et critique, Paris, 1867
- Émile Zola: Exposition des œuvres de Edouard Manet : catalogue, Paris, 1884
- Émile Zola: Pour Manet, Paris, 1989
- Ernest Hoschedé: Brelan de salons, Paris, 1890
- Ernest Hoschedé: Impressions de mon voyage au Salon de 1882, Paris, 1882
- Félix Bracquemond: Du dessin et de la couleur, Paris, 1885
- Félix Fénéon: Les Impressionnistes en 1886, Paris, 1886 Florence Naugretten – Gérard Gengembre – Yvan Leclerc: Impressionnisme et littérature, Mont-Saint-Aignan, 2012
- Francesca Errico (Hrsg.): Diego Martelli, Les impressionnistes et l’art moderne, Paris, 1979
- Gary Tinterow, Henry Loyrette: Origins of Impressionism. Abrams, New York 1994, ISBN 0-8109-6485-6.
- George Moore: Modern Painting, 1893
- Georges Rivière: Le Maître Paul Cezanne, Paris, 1923
- Georges Rivière: Mr. Degas, bourgeois de Paris, Paris, 1935
- Georges Rivière: Renoir et ses amis, Paris, 1921
- Georges Serret – Dominique Fabiani: Armand Guillaumin (1841 - 1927), Catalogue raisonné de l'œuvre peint, Paris, 1971
- George T.M. Shackelford – Hayes Paul Tucker – Mary Anne Stevens: Monet au XXe siècle, Yale, 1998
- Gerard Gengembre – Yvan Leclerc – Florence Naugretten: Impressionnisme et littérature, Mont-Saint-Aignan, 2012
- Godfey Blundel et Maria Blundel: Journal de l’impressionnisme, Genève, 1973
- Gustave Cahen: Eugène Boudin, sa vie et son œuvre, Paris, 1900
- Gustave Cocquiot: Cubistes, futuristes, passéistes, Paris, 1914
- Gustave Geffroy: Claude Monet, sa vie, son temps, son œuvre, Paris, 1923
- Gustave Geffroy: Sisley, Paris, 1923
- Gustave Gachet: Deux Amis des Impressionnistes, le Dr Gachet et Murer, Paris, 1956
- Hélène Adhémar: Chronologie Impressionniste, 1863 – 1905, Paris, 1981
- Hean Leymarie – Michel Mellot: Les Gravures des impressionnistes, Paris, 1971
- Isolde Pludermacher: Eugène Boudin. Lettres à Ferdinand Martin (1861 – 1870), Honfleur, 2011
- James McNeill Whistler: Le Ten o’clock, traduction française de Stéphane Mallarmé, Paris, 1888
- Jean-Aubry G.: Eugène Boudin d'après des documents inédits, Paris, 1922
- Joris-Karl Huysmans: Certains, Paris, 1898
- Joris-Karl Huysmans: Ecrits sur l’art : 1867–1905, Paris, 2006
- Joris-Karl Huysmans: L’Art moderne, Paris, 1902
- Julie Manet: Journal, 1893–1899, 1987
- Juliet Wilson-Bareau: Manet par lui-même, Paris, 1991
- Laurent Manœuvre: Impressionnistes au féminin, Rouen, 2016
- Laurent Manœuvre: Mary Cassatt, Paris, 2018
- Laurent Manœuvre: Petit dictionnaire autobiographique Eugène Boudin, Paris, 2014
- Lionello Venturi: Les archives de l’impressionnisme, Paris, New York, 1939
- Louisine Havemeyer: Sixteen to sixty : memoirs of a collector, New York, 1961
- Marc Elder: À Giverny, chez Claude Monet, Paris, 1924
- Marcel Guérin: J.L. Forain, aquafortiste, Paris, 1912
- Marcel Guérin: L’œuvre gravé de Manet, Paris, 1944
- Marie Berhaut: Caillebotte. Sa vie et son œuvre, Catalogue raisonné, 1978
- Mary Pittaluga – Enrico Piceni: De Nittis, Milan, 1963
- Nancy Mowll Mathews: Cassatt and her circle, New York, 1984
- Nancy Mowll Mathews: Mary Cassatt : a life, 1994
- Octave Mirbeau: Des artistes, Deuxième série, Paris, 1922–1924
- Octave Mirbeau: Des artistes, Première série, Paris, 1922–1924
- Olivier Daulte – Manuel Dupertuis: Stéphane Mallarmé – Berthe Morisot, Correspondance, Paris, 2009
- Paul Cézanne: Correspondance, Paris, 1978
- Paul Duval: Canadian impressionism, Toronto, 1990
- Paul Gauguin: Oviri, écrits d’un sauvage, Paris, 1973
- Paul Valéry: Degas, danse, dessin, Paris, 1965
- Pierre Auguste Renoir: Ecrits, entretiens et lettres sur l’art, Paris, 2002
- Ruth Berson: The New Painting : Impressionism 1874–1886, Documentation, Seattle, 1996
- Stéphane Mallarmé: Autobiographie – Lettre à Verlaine, Paris, 1991
- Stéphane Mallarmé: Pages, avec un frontispice à l'eau forte par Renoir, Paris, 1891
- Stéphane Mallarmé: Vers et prose, Paris, 1893
- Théodore Duret: Histoire de Édouard Manet et de son œuvre, Paris, 1906
- Théodore Duret: Histoire de J. Mc N. Whistler et de son œuvre, Paris, 1904
- Théodore Duret: Histoire des peintres impressionnistes, Paris, 1906
- Théodore Duret: Le Peintre Claude Monet, Paris, 1880
- Théodore Duret: Les peintres impressionnistes, Paris, 1878
- Yvan Leclerc – Gérard Gengembre – Florence Naugretten: Impressionnisme et littérature, Mont-Saint-Aignan, 2012